# Rita Dionne-Marsolais
Pour les articles homonymes, voir Dionne.
Rita Dionne-Marsolais (20 avril 1947 à Sherbrooke - ) est une femme politique québécoise et ancienne ministre péquiste. Elle a représenté à l'Assemblée nationale la circonscription de Rosemont de 1994 à 2008.

## Biographie
Titulaire d'un baccalauréat et d'une maîtrise en science économique de l'Université de Montréal (1972), Rita Dionne-Marsolais a été, de 1971 à 1979, à l'emploi d'Hydro-Québec, notamment à titre d'adjointe du président. Elle a ensuite travaillé pendant deux ans comme vice-présidente au développement à la Société générale de financement. Par la suite elle a été Présidente de la société Bio-Endo (1982-1984). Elle a été déléguée générale du Québec à New York de 1984 à 1987.
Elle est récipiendaire, en 2005, de la Médaille de l'Assemblée nationale.
Le fonds d'archives de Rita Dionne-Marsolais est conservé au centre d'archives de Montréal de Bibliothèque et Archives nationales du Québec.

### Carrière politique
Dionne-Marsolais a été élue pour la première fois à l'Assemblée nationale du Québec avec 2 500 voix de majorité aux élections de 1994 dans la circonscription de Rosemont.
Durant sa carrière politique, Rita Dionne-Marsolais a occupé plusieurs postes ministériels dans les gouvernements Parizeau, Bouchard et Landry, dont celui de ministre du tourisme (1994-1997), ministre de la Culture et des Communications (1994-1995) et de ministre du Revenu (1998-1999). Elle a été la première femme ministre de l'industrie et du commerce du Québec et plus tard, ministre de l'énergie.

## Vie après la politique
Rita Dionne-Marsolais s'implique au sein du conseil d'administration du Cercle des ex-parlementaires de l'Assemblée nationale du Québec. Elle est administratrice de 2010 à 2013, puis de 2014 à 2016, vice-présidente de 2016 à 2018, présidente de 2018 à 2020 et présidente sortante de 2020 à 2022. C'est sous sa présidence que le Cercle, autrefois appelé l'Amicale des anciens parlementaires, a changé de nom.
Elle est récipiendaire, en 2024, du prix Jean-Noël-Lavoie décerné par le Cercle des ex-parlementaires.
Elle a créé une Bourse afin d’encourager les étudiants et en particulier les étudiantes à la maîtrise en Économie à l’Université de Montréal, à poursuivre leur connaissance et leur compréhension de l’économie québécoise au sein de l’économie mondiale.